# Myrmecia pilosula
Myrmecia pilosula (engl. „Jack Jumper“, „Hopper Ant“ oder „Jumper Ant“) ist eine Ameisenart, die in Australien beheimatet ist. Sie wurde 1858 von Frederick Smith in Tasmanien entdeckt und beschrieben.

## Merkmale
Die Arbeiterinnen von Myrmecia pilosula werden etwa zehn bis zwölf Millimeter lang. Der Körper ist schwarz und trägt gelb-orangefarbene Kieferzangen. Ihre Antennen haben 12 Glieder. Die großen Augen sorgen für eine gute Sicht. Typisch für die ganze Gattung Myrmecia sind die Einschnürungen an der Verbindung zwischen Rumpf (Mesosoma) und Hinterleib (Gaster). Diese Verbindung wird dadurch in zwei Segmente, Petiolus und Postpetiolus, unterteilt. 
Die Arbeiterinnen dieser Art haben nur ein  Chromosomenpaar. Die männlichen Ameisen haben, wie die meisten Hautflügler, nur einen einfachen Chromosomensatz (Haploidie), ihr Erbgut ist daher auf ein einziges Chromosom beschränkt, was sie einzigartig unter den bislang bekannten Lebewesen macht.

## Vorkommen
Myrmecia pilosula ist in Australien beheimatet. Bekannte Vorkommen sind in Tasmanien, Victoria, New South Wales, Australian Capital Territory und im Südosten von South Australia. 
Die Ameisen leben in der Nähe der Strände und in den Busch- und Heidelandschaften entlang der Küste. Auch auf Wiesen und Weiden sowie entlang der Straßen sind sie zu finden. Feuchtgebiete oder Regenwälder werden gemieden.

## Lebensweise
Ihren englischen Namen Hopper Ant verdankt die Art ihrer charakteristischen sprunghaften Fortbewegung. Bei Aufregung kann sie mit Hilfe ihrer langen Hinterbeine Sprünge von bis zu 10 Zentimetern machen. Bei Gefahr kann sie durch eine Serie von Sprüngen rasch eine große Strecke zurücklegen.
Die Population einer Kolonie beträgt mehrere hundert bis mehrere tausend Ameisen. Es können sich mehrere Königinnen in der Kolonie aufhalten, diese sind meist eng miteinander verwandt. Die Nester sind entweder unter Steinen oder im Gebüsch versteckt und haben nur einen Eingang oder sie werden unter Ameisenhaufen angelegt, die von fein granulierten Steinchen umgeben sind und mehrere Eingänge besitzen. Diese Haufen können einen Durchmesser von bis zu einem Meter erreichen.
Myrmecia pilosula zieht nicht von Ort zu Ort, sondern sucht ihre Nahrung in weitem Umkreis der Kolonie. Sie ernährt sich von Nektar und Pflanzensäften und jagt Insekten, die sie an die Brut verfüttert.
Diese Ameisen verteidigen ihr Nest aggressiv und verjagen mögliche Eindringlinge. 
Für den Menschen sind die Ameisen normalerweise nicht gefährlich. Ein Stich mit dem Stachel am hinteren Körperteil ist vergleichbar mit dem einer Biene oder Wespe. Die Einstichstelle schwillt an und die Umgebung des Einstichs fühlt sich warm an. Um die Einstichstelle entsteht eine Blase, die sehr schmerzhaft ist. Etwa drei Prozent aller Menschen reagieren mit einem allergischen Schock auf einen Stich.